# Vol Comair 5191
Vous lisez un « bon article » labellisé en 2020.
Le matin du 27 août 2006, le Bombardier Canadair Regional Jet 100ER effectuant le vol Comair 5191 pour le compte de Delta Connection, reliant Lexington dans l'État américain du Kentucky à Atlanta dans l'État de Géorgie, s'écrase alors qu'il tente de décoller de l'aéroport de Blue Grass, dans le comté de Fayette dans le Kentucky.
L'avion s'était vu attribuer la piste 22 de l'aéroport pour le décollage, mais les pilotes ont utilisé, par erreur, la piste 26. Cette dernière était trop courte pour permettre un décollage en toute sécurité et l'avion a dépassé l'extrémité de la piste avant de pouvoir décoller. Il s'écrase finalement juste après la fin de la piste, tuant les quarante-sept passagers et deux des trois membres d'équipage. Le copilote est l'unique survivant.
Le rapport final du Conseil national de la sécurité des transports américain (NTSB) conclut que la cause probable de l'accident est une erreur de pilotage, notamment causée par le non-respect de la règle du cockpit stérile et par l'échec des pilotes pour « recouper et vérifier que l'avion était sur la bonne piste avant le décollage ».

## Avion et équipage
L'avion du vol Comair 5191 — vol commercialisé sous le nom (DL5191) de Delta Connection —, immatriculé N431CA, appartient à la compagnie aérienne Comair et est affrété à cette occasion par Delta Air Lines. Il s'agit d'un biréacteur régional Bombardier Canadair CRJ-100ER de 50 places portant le numéro de série 7472. Fabriqué au Canada et livré neuf à la compagnie aérienne le 30 janvier 2001, l'avion cumule 14 536 heures de vol au moment de l'accident.
En plus des trois membres d'équipage, l'avion transporte quarante-sept passagers,,. Le commandant de bord Jeffrey Clay, âgé de 35 ans, possède 4 710 heures de vol à son actif, dont 3 082 heures sur CRJ-100. Son copilote, James Polehinke, 44 ans, a auparavant travaillé en tant que commandant de bord pour Gulfstream International. Il compte 6 564 heures de vol à son actif, dont 940 heures en tant que commandant de bord et 3 564 heures sur CRJ-100.

## Déroulement du vol

### Départ

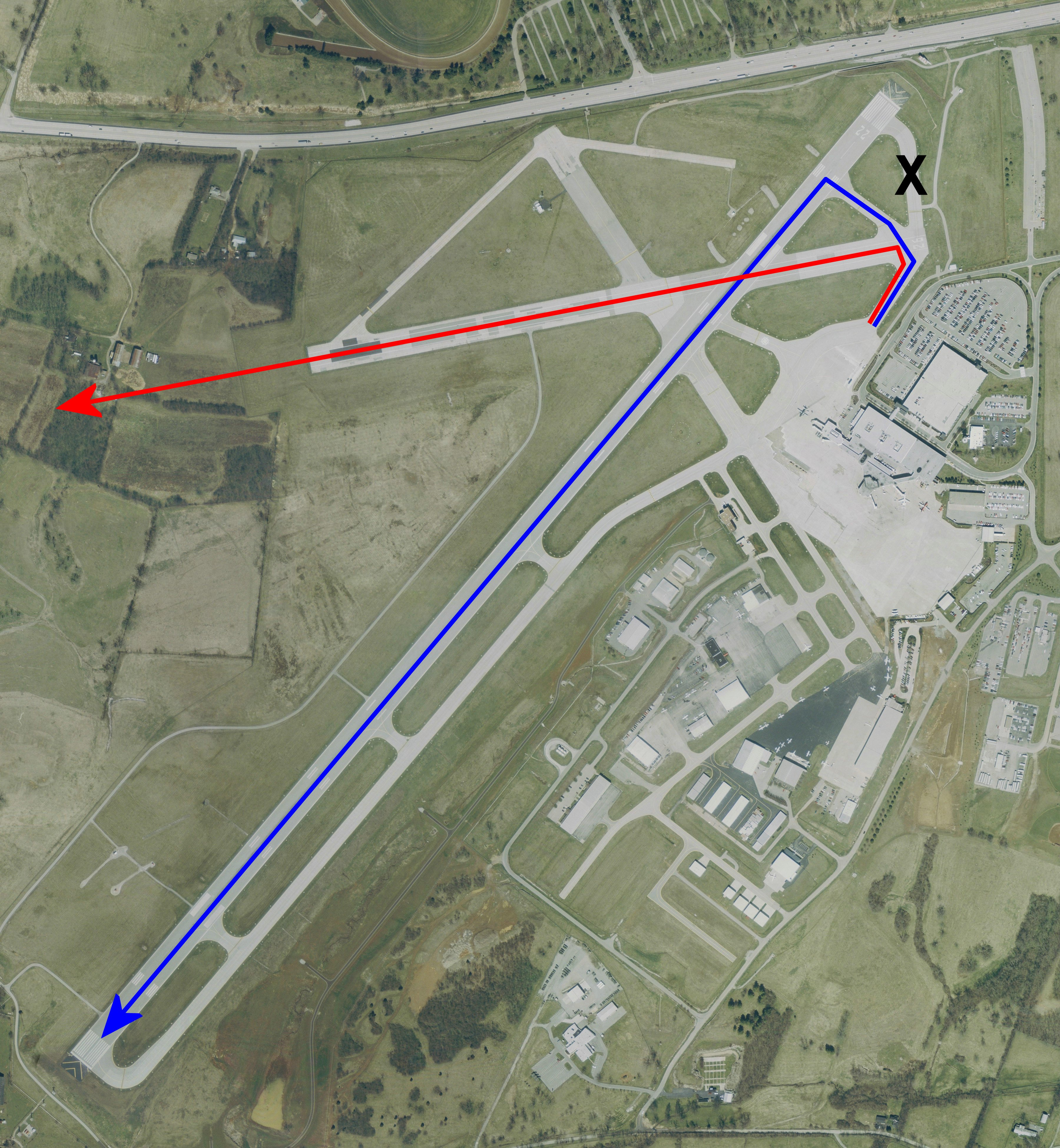
Trajectoires approximatives à l'aéroport de Blue Grass (photographie satellite de l'aéroport au moment de l'accident) :
Trajectoire souhaitée vers la piste 22.
Trajectoire de l'avion vers la piste 26, se terminant au site approximatif de l'accident.
Voie de circulation fermée.

L'enregistreur phonique du poste du pilotage (CVR) commence à enregistrer vers 5 h 36 (heure avancée de l'Est), au moment où les pilotes réalisent les procédures standard pour la mise en route de l'avion et récoltent les informations de vol avant le départ. À 5 h 48, ils prennent connaissance de l'information ATIS de l'aéroport portant notamment sur les conditions météorologiques et sur la piste en service. Cette dernière est la piste 22, celle utilisée pour les vols commerciaux.
À 5 h 56 min 34 s, les pilotes entament leur briefing pour le décollage, au cours duquel le copilote demande : « Il a dit quelle piste… deux quatre ? » , le commandant répondant : « C'est deux deux », confirmant l'utilisation de la piste 22. Le copilote poursuit alors le briefing de décollage, au cours duquel l'équipage mentionne trois références supplémentaires à la piste 22.
Le copilote déclare ensuite que les feux d’identification de fin de piste sont éteints, puis commente : « Je suis arrivé ici l’autre soir, c’était comme si les feux étaient partout éteints »,. Le copilote déclare également : « Sortons-le et prenons [la voie de circulation] Alpha. [Vers la piste] deux deux, c'est un roulage rapide ». À 5 h 57 min 40 s, le commandant de bord annonce que le briefing de décollage est terminé.

### Roulage
À 6 h 2 min 1 s, le copilote informe le contrôleur aérien que l'avion est prêt à rouler. En réponse, le contrôleur demande à l'équipage de rouler jusqu'à la piste 22. Cette instruction autorise l'avion à traverser la piste 26 — les deux pistes se croisant — sans s'arrêter. Le copilote répond alors : « On roule [vers la piste] deux deux ». L'analyse de l'enregistreur de données de vol (FDR) montrent que le commandant de bord commence le roulage à 6 h 2 min 17 s.
Entre 6 h 03 min 16 s et 6 h 03 min 56 s, les pilotes entament une conversation qui n'est pas liée à l'exploitation du vol,,. À 6 h 4 min 1 s, le copilote commence la check-list d'avant décollage et indique une nouvelle fois que le vol se ferait au départ de la piste 22. À ce moment, le commandant remet les commandes au copilote pour le décollage.

### Décollage
Le vol 5191 utilise la piste 26 pour son décollage alors qu'il s'était vu attribuer la piste 22,,. L'analyse de l'enregistreur phonique (CVR) confirme que les pilotes ont reçu comme instruction de décoller de la piste 22. Malgré cela, après avoir confirmé se rendre sur la « piste deux deux », ils empruntent la piste 26. Or, si la piste 22, utilisée par la plupart des compagnies aériennes à Lexington, mesure 7 003 pieds (2 135 mètres) de longueur, la piste 26 est une piste secondaire non éclairée de seulement 3 500 pieds (1 100 mètres). À ce moment-là, le contrôleur aérien, qui n'est alors pas tenu de maintenir un contact visuel avec l'avion après l'avoir autorisé à décoller, se tourne pour effectuer des tâches administratives et ne voit pas l'avion rouler en direction de la mauvaise piste,.
Sur la base d'une masse au décollage estimée à 49 087 livres (22 265 kilogrammes), le constructeur calcule qu'une vitesse de 138 nœuds (256 km/h) et une distance de 3 744 pieds (1 141 mètres) auraient été nécessaires pour la rotation, avec encore un peu plus de piste nécessaire pour réaliser le décollage,.

À une vitesse approchant les 100 nœuds (190 km/h), le copilote fait remarquer : « C'est bizarre sans feux » en référence au manque d'éclairage sur la piste,. « Ouais », confirme le commandant, mais le FDR ne donne aucune indication quant à savoir si l'un ou l'autre a tenté d'interrompre le décollage alors que l'appareil accélérait à 137 nœuds (254 km/h).

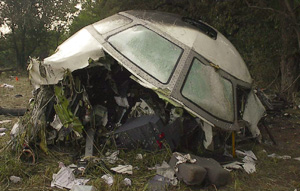
Le poste de pilotage du vol 5191 après l'accident.

Le commandant demande la rotation, mais l'avion accélère jusqu'au bout de la piste car il n'a pas atteint la vitesse suffisante pour pouvoir décoller,. Il heurte ensuite un talus, se maintient en l'air pendant quelques instants, coupe la clôture du périmètre de l'aéroport avec son train d'atterrissage et s'écrase dans des arbres, séparant le fuselage et le poste de pilotage de la queue. L'avion percute le sol à environ 900 pieds (275 mètres) de l'extrémité de la piste à 6 h 06 min 36 s. Quarante-neuf des cinquante personnes à bord périssent dans l'accident,. La plupart d'entre eux meurent instantanément lors de l'impact initial. L'incendie qui s'ensuit détruit l'avion,,.

## Victimes

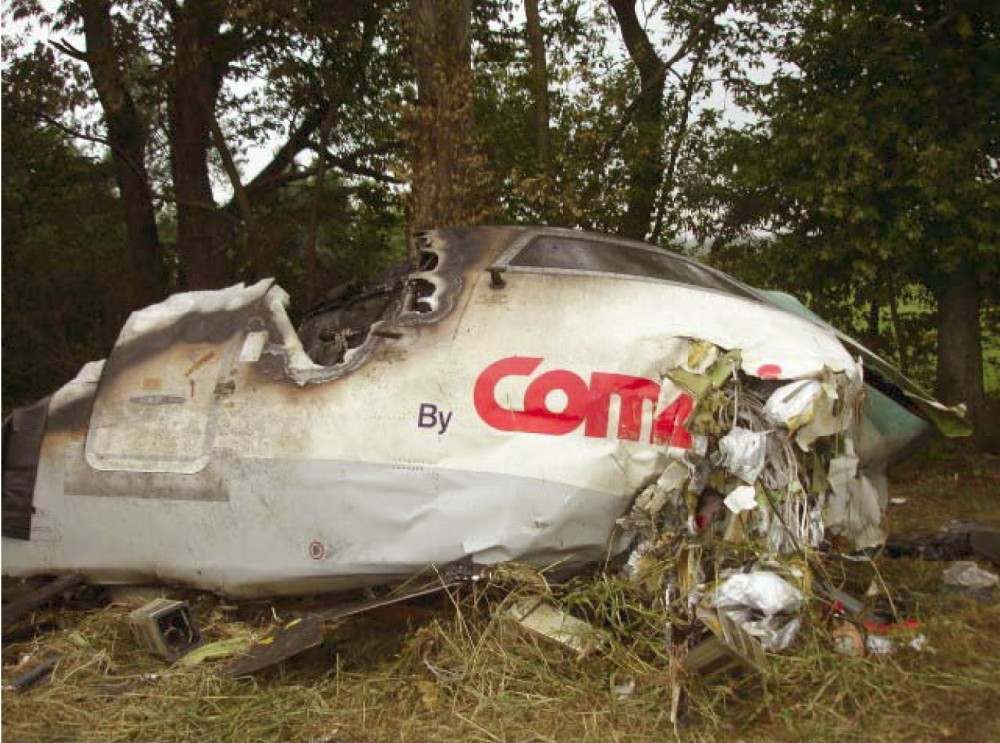
La partie avant du CRJ-100 du vol 5191, détruite après l'impact et l'incendie qui a suivi.

Mémorial de l'accident à l'université du Kentucky représentant quarante-neuf oiseaux en hommage aux victimes.

Les quarante-sept passagers et deux des trois membres d'équipage à bord meurent dans l'accident,,. Comair rend public le manifeste des passagers deux jours après le drame, le 29 août 2006. La plupart d'entre eux étaient des citoyens américains de la région de Lexington, âgés de 16 à 72 ans. Un service commémoratif pour les victimes a lieu le 31 août 2006 au Lexington Opera House,.
Une Commission commémorative est créée peu de temps après l'accident afin d'ériger un mémorial pour les victimes, les premiers intervenants et la communauté qui les a soutenus. Cette dernière a choisi l'arboretum de l'université du Kentucky comme site commémoratif,.
James Polehinke, le copilote, est le seul survivant. Grièvement blessé, il souffre de multiples fractures, d'un pneumothorax et d'importantes hémorragies. Opéré, il subit l'amputation de sa jambe gauche et se déplace depuis lors en fauteuil roulant,,. Plus tard, les médecins déterminent qu'ayant subi des lésions cérébrales, il n'a aucun souvenir de l'accident ou des événements qui y ont conduit.
Les successions ou familles de vingt-et-un des quarante-sept passagers ont intenté une action en justice contre James Polehinke,. En réaction, son avocat a évoqué la possibilité d'une « négligence contributive » de la part des passagers,. Il affirme ainsi qu'ils « auraient dû être conscients que des conditions dangereuses existaient, en ce sens qu'il y avait eu une couverture médiatique considérable sur l'important projet de construction de piste sur l'aéroport ». Néanmoins, il a présenté cet argument sans en avoir parlé à James Polehinke et l'a ensuite rapidement retiré.
Le crash du vol Comair 5191 est l'accident aérien le plus grave survenu aux États-Unis depuis celui du vol American Airlines 587, le 12 novembre 2001.

## Enquête

### Premières constatations

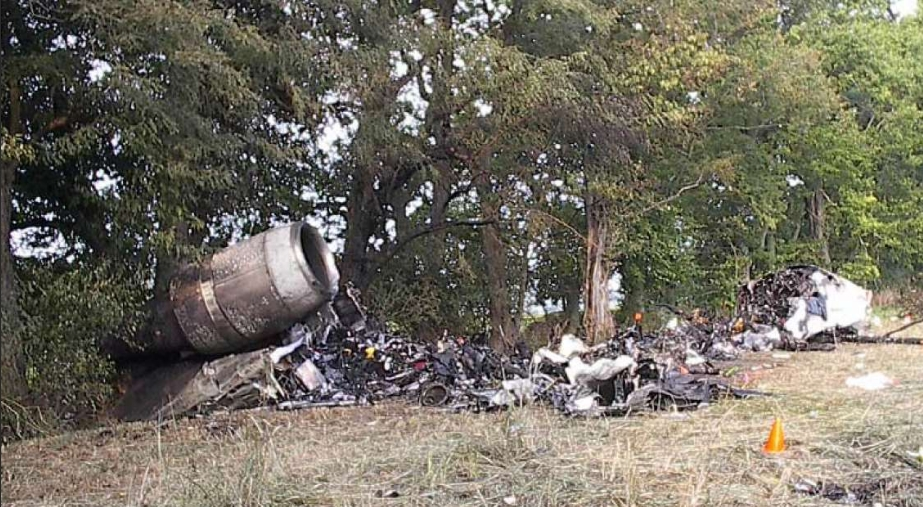
Débris sur le site de l'accident du vol 5191.

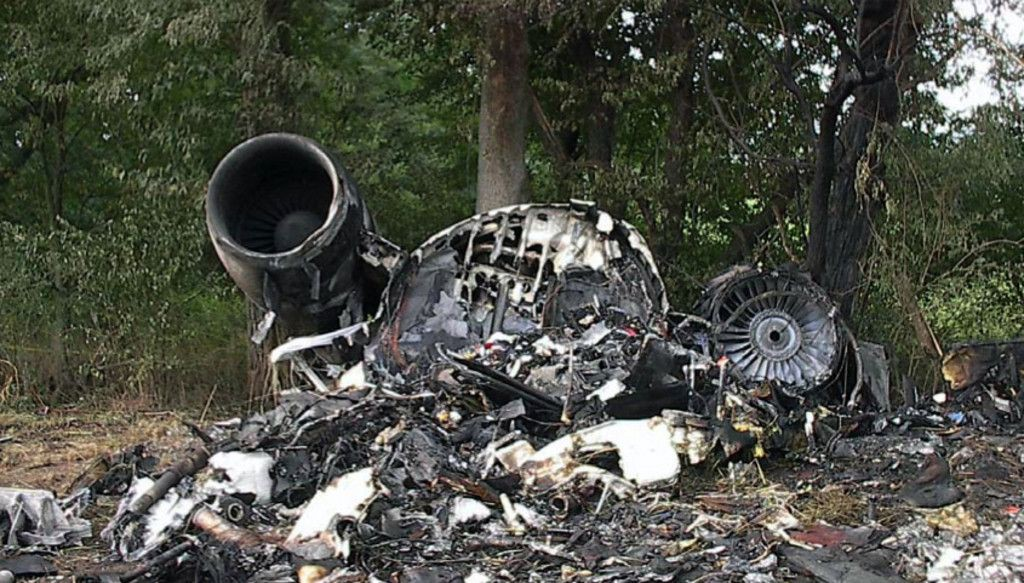
La partie arrière du CRJ-100 après l'incendie.

L'analyse de l'enregistreur phonique du poste de pilotage (CVR) montre que les pilotes ont fait référence à la piste 22 comme piste de départ plusieurs fois avant le décollage et l'enregistreur de données de vol (FDR) indique que le cap sélectionné sur le pilote automatique de l'avion était réglé à 227°, correspondant au cap magnétique de la piste 22. Par conséquent, lors de son enquête, le Conseil national de la sécurité des transports américain (NTSB) « conclut que le commandant de bord et le copilote croyaient que l'avion était sur la piste 22 lorsqu'ils ont roulé sur la piste 26 et ont entamé le décollage »,.
À 6 h 06 min 31 s, le commandant de bord annonce : « V1, Rotation », suivi immédiatement par l'exclamation « whoa »,. Ainsi, lorsque le commandant demande la rotation au copilote, l'avion se trouve à 236 pieds (71 mètres) du bout de la piste et à une vitesse de 131 nœuds, soit onze nœuds de moins que la vitesse de rotation prévue par les pilotes avant le décollage, qui était de 142 nœuds. Le NTSB conclut que « l'annonce en avance de la vitesse de rotation (Vr) par le commandant et l'exclamation « whoa » qui a suivi ont indiqué qu'il avait reconnu que quelque chose n'allait pas avec le décollage »,.
Les données du FDR montrent qu'en réponse, le copilote a tiré sur son manche assez brutalement pour essayer de lever le nez de l'avion. De la même manière, le NTSB conclut que « cette réaction […] a montré que le copilote a également reconnu que quelque chose n'allait pas lors du décollage », mais l'avion avait déjà largement dépassé le point auquel il pouvait encore s'arrêter en toute sécurité sur la piste,.

### Choix de la mauvaise piste
L'enquête se concentre alors sur les erreurs commises par les pilotes qui les ont conduits à se tromper de piste. Sur ce sujet, le NTSB déclare :

« Comme les deux pilotes étaient expérimentés, ils auraient dû être au courant des caractéristiques géographiques de base de l'aéroport et des normes de signalisation et de marquage. […] Plusieurs signaux et caractéristiques externes étaient à la disposition des pilotes pour guider leur navigation vers la piste 22, et rien n'indique que leur vue à travers le pare-brise était obstruée. Les observations effectuées depuis un CRJ-100 après l'accident ont démontré que, dans des conditions nocturnes, des panneaux indicateurs des voies de circulation étaient visibles pendant tout le roulage, un panneau de point d'attente de la piste 26 était visible, et les numéros de la piste 26 étaient également visibles. […] Des indications adéquates existaient à la surface de l'aéroport et les ressources disponibles étaient présentes dans le poste de pilotage pour permettre aux pilotes de naviguer avec succès de la porte d'embarquement jusqu'au seuil de la piste 22. ».

— National Transportation Safety Board, AAR-07/05
De plus, l'enquête pointe du doigt la conversation personnelle entre les deux pilotes d'une durée de quarante secondes lors du roulage de l'avion vers la piste,,,,. Dans son rapport final, le NTSB déclare que « la conversation non essentielle des membres de l'équipage du cockpit pendant le roulage, qui n'était pas conforme aux règlements fédéraux et à la politique de la compagnie, a probablement contribué à la perte de conscience de leur position ».
Les enquêteurs n'ont pas été en mesure de déterminer avec précision pourquoi les deux pilotes, pourtant expérimentés, se sont trompés de piste et ont réalisé leur erreur seulement quelques secondes avant l'accident : « Compte tenu des nombreux signaux dont disposait l'équipage du cockpit et de la simplicité de la tâche de navigation, l'[enquête] n'a pas pu déterminer pourquoi les pilotes ont arrêté l'avion sur le mauvais point d'attente et ont ensuite tenté de décoller à partir de la mauvaise piste. Cependant, le NTSB estime que ces événements se sont produits parce que les pilotes n'ont pas utilisé les signaux disponibles sur la surface de l'aéroport, pendant le roulage, et n'ont pas recoupé et confirmé la position de l'avion sur la piste avant le départ. De plus, les pilotes ont engagé une conversation non essentielle au cours d'une phase critique du vol, ce qui leur a fait perdre la conscience de leur position. Aussi, avant le départ, le copilote a informé du non-fonctionnement des feux d'identification de fin de piste et il a déclaré que certains feux étaient éteints au cours de son arrivée sur l'aéroport lors de son vol précédent, et les pilotes ont très probablement lu le NOTAM qui indiquait que les feux d'axe de la piste 22 étaient hors-service ». Il en ressort donc que tous ces éléments ont créé un biais de confirmation, laissant croire aux pilotes qu'ils étaient effectivement sur la bonne piste pour le décollage,,.

### Conclusions

#### Causes probables
Lors d'une réunion publique le 26 juillet 2007, le Conseil national de la sécurité des transports américain (NTSB) annonce la cause probable de l'accident, comme suit :

« La cause probable de cet accident est le fait que les membres d'équipage du cockpit n'ont pas utilisé les signaux et les aides disponibles pour identifier l'emplacement de l'avion sur la surface de l'aéroport pendant le roulage et leur échec à recouper et à vérifier que l'avion était sur la bonne piste avant le décollage. Contribuant à l'accident, les conversations non essentielles des pilotes pendant le roulage, entraînant une perte de conscience de la position, ainsi que l'échec de la Federal Aviation Administration (FAA) d'exiger que tous les croisements entre pistes ne soient autorisés que par des clairances spécifiques du contrôle de la circulation aérienne. ».

— National Transportation Safety Board, AAR-07/05
Les enquêteurs du NTSB concluent donc que les causes probables de l'accident sont la non-prise en compte involontaire, par les deux pilotes, des éléments les informant de leur erreur de piste,,, l'absence de confirmation de leur position sur la piste et leurs échanges en violation des règles du cockpit stérile,,. La compagnie aérienne Comair met dans le même temps en cause l'aéroport, pour une signalisation de piste qu'elle juge déficiente, ainsi que la FAA en raison de la présence d'un seul contrôleur aérien en service ce soir-là, contrevenant ainsi à une note de service exigeant la présence de deux contrôleurs la nuit,,. Cependant, un juge a déclaré que, puisqu'il appartenait au gouvernement du comté de Fayette dans le Kentucky, l'aéroport jouissait d'une immunité souveraine et ne pouvait pas être poursuivi par Comair,.

#### Contrôle aérien
La conclusion du rapport final n'évoque pas le défaut de suivi du contrôleur aérien comme facteur contributif à l'accident. Néanmoins, le NTSB indique que « le contrôleur n'a pas détecté la tentative des pilotes de décoller sur la mauvaise piste car, au lieu de surveiller le départ de l'avion, il a effectué une tâche administrative de moindre priorité qui aurait pu attendre jusqu'à ce qu'il transfère la responsabilité de l'avion au prochain contrôleur ». De plus, dans un témoignage aux enquêteurs, le contrôleur aérien en service reconnaît n'avoir dormi que deux heures et vingt-quatre minutes avant l'accident et déclare qu'il était éveillé depuis plus de douze heures,.
Cependant, à l'aide des enregistrements de la tour, le NTSB indique que ses communications avec les pilotes étaient « rapides et professionnelles » et que « le contrôleur était très probablement fatigué au moment de l'accident, mais la mesure dans laquelle la fatigue a affecté sa décision de ne pas surveiller le départ de l'avion n'a pas pu être déterminée, en partie parce que ses pratiques de routine n'incluaient pas systématiquement la surveillance des décollages. Le NTSB conclut en outre que les politiques et procédures opérationnelles de la FAA étaient déficientes au moment de l'accident, car elles ne favorisaient pas une surveillance optimale par le contrôleur des opérations des avions sur la surface de l'aéroport ».
L'épouse du commandant Clay a contesté le fait d'avoir imputé la cause principale de l'accident uniquement sur les pilotes, affirmant que d'autres facteurs ont contribué, « notamment une tour de contrôle insuffisamment dotée en personnel et une carte de piste inexacte »,. Elle a notamment déclaré : « Ce cockpit était de sa responsabilité et il le dirait. Mais mon dieu, c'est un système d'aviation. Un système par définition implique qu'il y a différentes personnes le long de la ligne qui sont responsables de faire voler cet avion dans les airs et de le faire redescendre en toute sécurité ».

## Conséquences

### Sur les aéroports et les contrôleurs aériens
À la suite de l'accident et de la publication de son rapport final, le NTSB émet treize recommandations de sécurité adressées à la Federal Aviation Administration (FAA) ainsi qu'à l'Association nationale des contrôleurs de la circulation aérienne aux États-Unis (NATCA),.
Au cours de son enquête, la FAA découvre que les procédures internes exigeant deux contrôleurs pendant le quart de nuit n'étaient pas respectées puisqu'un seul contrôleur travaillait dans la tour de contrôle de l'aéroport de Blue Grass ce soir-là. Or, au moment de l'accident, l'unique contrôleur effectuait à la fois des tâches de la tour et de radar. Le 30 août 2006, la FAA annonce que Lexington, ainsi que d'autres aéroports ayant des niveaux de trafic similaires, disposeraient de deux contrôleurs dans leur tour 24 heures sur 24, avec effet immédiat,. De son côté, Comair découvre après l'accident que ses pilotes utilisaient une carte aéronautique inexacte : en effet, celle-ci n'indiquait pas les modifications apportées à l'aménagement de l'aéroport pendant les travaux de construction en cours. Néanmoins, le NTSB considère que cela n'a pas contribué à l'accident. Les travaux ont été interrompus sur ordre de la juge Pamela Goodwine afin de permettre le travail des experts en sécurité et des avocats des familles des victimes.
Le NTSB a publié plusieurs rapports, notamment des transcriptions de l'enregistreur phonique (CVR) ainsi qu'un rapport d'ingénierie. En avril 2007, il formule quatre autres recommandations : trois d'entre-elles dans l'objectif de modifier les conditions de travail des contrôleurs aériens afin d'éviter que la fatigue n'affecte leurs performances et une autre qui interdit d'effectuer des tâches administratives non essentielles pendant que les avions roulent sous leur contrôle. Néanmoins, le NTSB n'ayant pas été en mesure de déterminer si la fatigue avait contribué à l'accident du vol Comair 5191, ces recommandations ne découlent pas seulement de ce dernier et l'ont été en partie par d'autres accidents antérieurs.
Concernant la structure aéroportuaire de l'aéroport de Blue Grass, la piste 8/26 ferme en mars 2009 et la nouvelle piste 9/27 de 4 000 pieds (1 200 mètres) est ouverte le 4 août 2010. La nouvelle piste a été construite sur un emplacement distinct et non connecté à la piste 22,,,.

### Sur les pilotes
En avril 2007, appliquant une recommandation du NTSB, la FAA demande aux pilotes de confirmer leur position avant de franchir le point d'attente d'une piste, et une nouvelle fois lors du lancement de la course au décollage,. En mai 2007, sur une autre recommandation, la FAA demande que la formation des pilotes inclue des informations sur les exigences d'éclairage de piste pour le décollage de nuit,, ainsi qu'une amélioration des check-lists avant décollage. En juillet 2007, un instructeur de vol de Comair déclare que les deux pilotes ont commis des erreurs pour avoir enfreint les règles du cockpit stérile : de fait, le même mois, le NTSB confirme que cette « conversation non essentielle » constitue un facteur contributif à l'accident,.

### Actions en justice et indemnisation
En juillet 2008, le juge fédéral des États-Unis, Karl Forester, rend un jugement favorable à Delta Air Lines : cette dernière ne sera pas tenue responsable de l'accident, car sa filiale Comair est autonome dans sa gestion financière et humaine et sa gouvernance,. En décembre 2009, le juge Forester reçoit une requête d'une famille d'un passager en vue d'un « jugement sommaire partiel » selon lequel l'équipage du cockpit de l'avion de Comair aurait fait preuve d'une négligence à l'origine de l'accident,. Ainsi, plusieurs dizaines de familles de victimes poursuivent Comair pour négligence,. De leur côté, les familles de deux victimes trouvent un arrangement avec la compagnie aérienne. Trois cas devaient être entendus le 4 août 2008, mais le procès est annulé après un accord conclu entre la compagnie et la majorité des familles.
Les actions intentées par Comair contre l'administration aéroportuaire et la FAA dans le but de les faire participer aux paiements d'indemnisation sont résolues ainsi : son action judiciaire à l'encontre de l'administration aéroportuaire est rejetée pour des motifs d'immunité souveraine, et cette décision est confirmée par la Cour suprême du Kentucky le 1er octobre 2009 ; dans le cas de Comair contre les États-Unis (Comair, Inc. v. USA), un accord est conclu dans lequel le gouvernement américain accepte de payer 22 % de la responsabilité pour l'accident, tandis que Comair paie les 78 % restants.
Toutes les familles des passagers sauf une ont vu leur dossier réglé. Après quatre jours de procès devant jury, à Lexington, qui se termine le 7 décembre 2009, la succession et les filles de Bryan Woodward, 39 ans, reçoivent des dommages-intérêts compensatoires d'un montant de 7,1 millions de dollars,,. Bien que Comair ait contesté ce verdict comme étant excessif, le 2 avril 2010, le juge Forester rejette les objections de la compagnie et confirme le verdict. L'affaire Woodward, officiellement connue sous le nom de Hebert v. Comair, fait l'objet d'un nouveau procès devant jury le 19 juillet 2010. En outre, le jury devait décider si Comair était coupable d'une négligence grave qui aurait été un facteur important à l'origine de l'accident. Il établirait alors le montant définitif des dommages-intérêts. Toutefois, la seconde phase du procès n'a pas eu lieu car le juge a décidé que la compagnie ne pouvait être punie pour la « conduite répréhensible » de ses pilotes.
Fondée en avril 1977, la compagnie aérienne Comair, devenue une filiale à 100 % de Delta Air Lines en 1999, cesse toutes ses activités après trente-cinq années de service, le 29 septembre 2012,.

## Médias
L'accident a fait l'objet d'un épisode dans la série télévisée Air Crash nommé « Décollage tragique » (saison 21 - épisode 3).